# Gibourne
Gibourne és un municipi francès situat al departament del Charente Marítim i a la regió de la Nova Aquitània. L'any 2007 tenia 121 habitants.

## Demografia

### Població
El 2007 la població de fet de Gibourne era de 121 persones. Hi havia 52 famílies de les quals 16 eren unipersonals (16 dones vivint soles i 16 dones vivint soles), 16 parelles sense fills i 20 parelles amb fills.
La població ha evolucionat segons el següent gràfic:
Habitants censats

### Habitatges
El 2007 hi havia 81 habitatges, 54 eren l'habitatge principal de la família, 18 eren segones residències i 8 estaven desocupats. 79 eren cases i 1 era un apartament. Dels 54 habitatges principals, 49 estaven ocupats pels seus propietaris, 3 estaven llogats i ocupats pels llogaters i 2 estaven cedits a títol gratuït; 2 tenien dues cambres, 9 en tenien tres, 14 en tenien quatre i 29 en tenien cinc o més. 44 habitatges disposaven pel capbaix d'una plaça de pàrquing. A 30 habitatges hi havia un automòbil i a 20 n'hi havia dos o més.

### Piràmide de població
La piràmide de població per edats i sexe el 2009 era:
| Homes | Edats   | Dones |
| ----- | ------- | ----- |
| 0     | 95 o +  | 0     |
| 0     | 90 a 94 | 0     |
| 0     | 85 a 89 | 0     |
| 0     | 80 a 84 | 4     |
| 4     | 75 a 79 | 4     |
| 4     | 70 a 74 | 8     |
| 0     | 65 a 69 | 0     |
| 8     | 60 a 64 | 8     |
| 0     | 55 a 59 | 0     |
| 0     | 50 a 54 | 0     |
| 16    | 45 a 49 | 4     |
| 0     | 40 a 44 | 4     |
| 0     | 35 a 39 | 0     |
| 4     | 30 a 34 | 4     |
| 8     | 25 a 29 | 4     |
| 8     | 20 a 24 | 4     |
| 4     | 15 a 19 | 4     |
| 0     | 10 a 14 | 0     |
| 0     | 5 a 9   | 0     |
| 0     | 0 a 4   | 4     |

## Economia
El 2007 la població en edat de treballar era de 65 persones, 45 eren actives i 20 eren inactives. De les 45 persones actives 38 estaven ocupades (23 homes i 15 dones) i 6 estaven aturades (3 homes i 3 dones). De les 20 persones inactives 7 estaven jubilades, 4 estaven estudiant i 9 estaven classificades com a «altres inactius».

### Ingressos
El 2009 a Gibourne hi havia 50 unitats fiscals que integraven 114 persones, la mediana anual d'ingressos fiscals per persona era de 15.820,5 €.

### Activitats econòmiques
Dels 2 establiments que hi havia el 2007, 1 era d'una empresa de construcció i 1 d'una empresa d'hostatgeria i restauració.
L'únic servei als particulars que hi havia el 2009 era un guixaire pintor.
L'any 2000 a Gibourne hi havia 15 explotacions agrícoles que ocupaven un total de 1.000 hectàrees.

## Poblacions més properes
El següent diagrama mostra les poblacions més properes.